# Hypophyllonomus
Hypophyllonomus es un género de arácnido  del orden Opiliones de la familia Gonyleptidae.

## Especies
Las especies de este género son:
- Hypophyllonomus callidus
- Hypophyllonomus longipes
- Hypophyllonomus maculipalpi